# قاعدة التنبؤ السريري
قاعدة التنبؤ السريري (بالإنجليزية: Clinical prediction rule)‏ هي نوع من دراسة الأبحاث الطبية التي يحاول فيها الباحثون تحديد أفضل مجموعة من العلامات الطبية والأعراض وغيرها من النتائج في التنبؤ باحتمال حدوث مرض معين أو نتيجة.
يواجه الأطباء صعوبة في تقدير مخاطر الأمراض؛ غالبًا ما يخطئون في المبالغة التقديرية، ربما بسبب التحيزات المعرفية مثل مغالطة المعدل الأساسي التي يتم فيها المبالغة في خطر حدوث نتائج سلبية.

## الطريقة والأسلوب
في دراسة قاعدة التنبؤ، حدد الباحثون مجموعة متتالية من المرضى الذين يشتبه في إصابتهم بمرض معين أو نتيجة محددة، ثم يقارن الباحثون قيمة النتائج السريرية المتاحة للطبيب مقابل نتائج الاختبارات الأكثر كثافة أو نتائج المتابعة السريرية المتأخرة، قد تشمل، من بين أمور أخرى، تقدير الفائدة السريرية للاختبارات التشخيصية.
دراسة متممة للطرق إلى أن "غالبية دراسات التنبؤ في المجلات ذات التأثير العالي لا تتبع التوصيات المنهجية الحالية، مما يحد من موثوقيتها وقابليتها للتطبيق"، مما يؤكد النتائج السابقة من أدبيات مرض السكري.

## التأثير على النتائج الصحية
كان لقواعد التنبؤ القليلة عواقب استخدامها من قبل الأطباء التقدير.
عند الدراسة، كان تأثير توفير المعلومات بمفرده (على سبيل المثال، توفير الاحتمال المحسوب للمرض) سلبياً.
ومع ذلك، عندما يتم تنفيذ قاعدة التنبؤ كجزء من المسار الحرج، بحيث يكون لدى المستشفى أو العيادة الإجراءات والسياسات الموضوعة لكيفية إدارة المرضى الذين يتم تحديدهم على أنهم معرضون لخطر مرتفع أو منخفض، فإن قاعدة التنبؤ يكون لها تأثير أكبر على النتائج السريرية.
كلما تم تطبيق قاعدة التنبؤ بشكل أكثر كثافة، ستحدث فائدة أكبر.

## أمثلة على قواعد التنبؤ
- حرز (CHA2DS2–VASc) لخطر السكتة الدماغية مع الرجفان الأذيني
- كورب-65
- منسب حدة ذات الرئة
- معيار ويلز
- درجة خطورة الإصابة

## وصلات خارجية
- موقع التنبؤ السريري
- قاعدة التنبؤ السريري على الآلات الحاسبة